# خوزه داراند لاگونا
خوزه داراند لاگونا (انگلیسی: José Durand Laguna; ۷ نوامبر ۱۸۸۵ – ۱ فوریه ۱۹۶۵ (age 79)) بازیکن فوتبال اهل آرژانتین بود.
از باشگاه‌هایی که در آن بازی کرده‌است می‌توان به باشگاه اتلتیکو ایندپندینته و باشگاه فوتبال اتلتیکو هوراکان اشاره کرد.
وی همچنین در تیم ملی فوتبال آرژانتین بازی کرده‌است.